# Topinambur

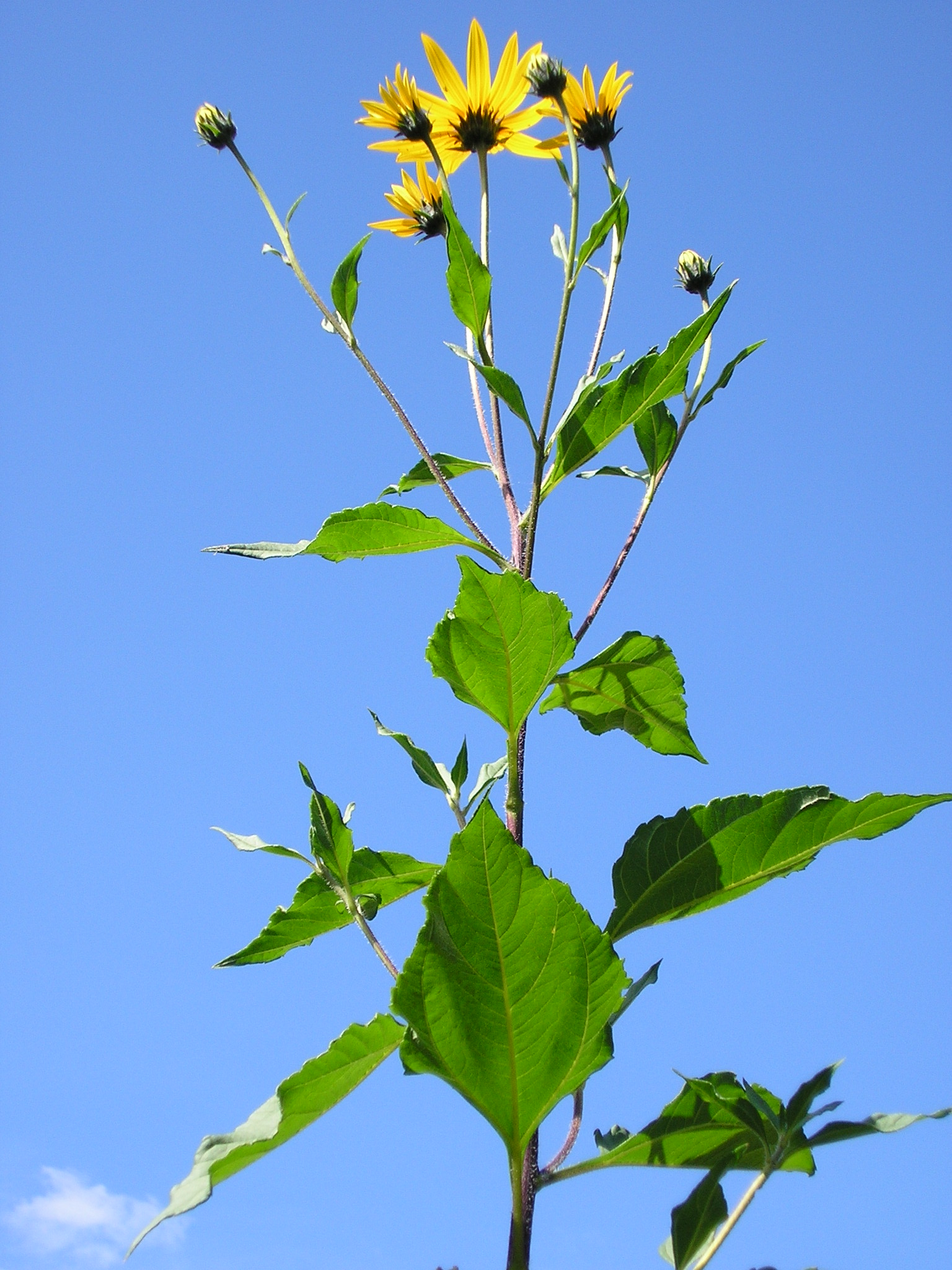
Topinambur

Topinamburul (Helianthus tuberosus), numit și „picioică”, „ciocaribă",  „măr-de-pământ”, „morcov-porcesc”, „nap porcesc”, „pere-iernatice”, „guli", „cartoful săracilor" (din maghiară) este o plantă din familia Asteraceae, aparținând, ca și floarea soarelui, genului Helianthus.
Topinamburul este o plantă de cultură de la care se folosesc, asemeni cartofului, tuberculii subterani. Numele de topinambur provine de la tribul amerindian "Topinambas".

## Caracteristici morfologice
Topinamburul este o plantă perenă care are tulpină ierboasă ce poate atinge o înălțime de 3 m, partea vegetativă a plantei uscându-se toamna. Primăvara răsare din nou din tuberculii subterani. Planta are frunze alungite păroase, flori galbene ce ating diametrul de 8 – 10 cm. Timpul de înflorire depinde de clima regiunii, în Europa centrală înflorind în luna august.
Tulpina subterană a plantei este un rizom. Pe ramificațiile rădăcinii se formează tuberculii de mărimea cartofilor, care erau folosiți în alimentație sau mai ales pentru furajarea animalelor.
În Europa planta se poate găsi în stare sălbatică. Deoarece nu are prea mulți dușmani naturali, a devenit o pacoste în culturile agricole.

## Istoric

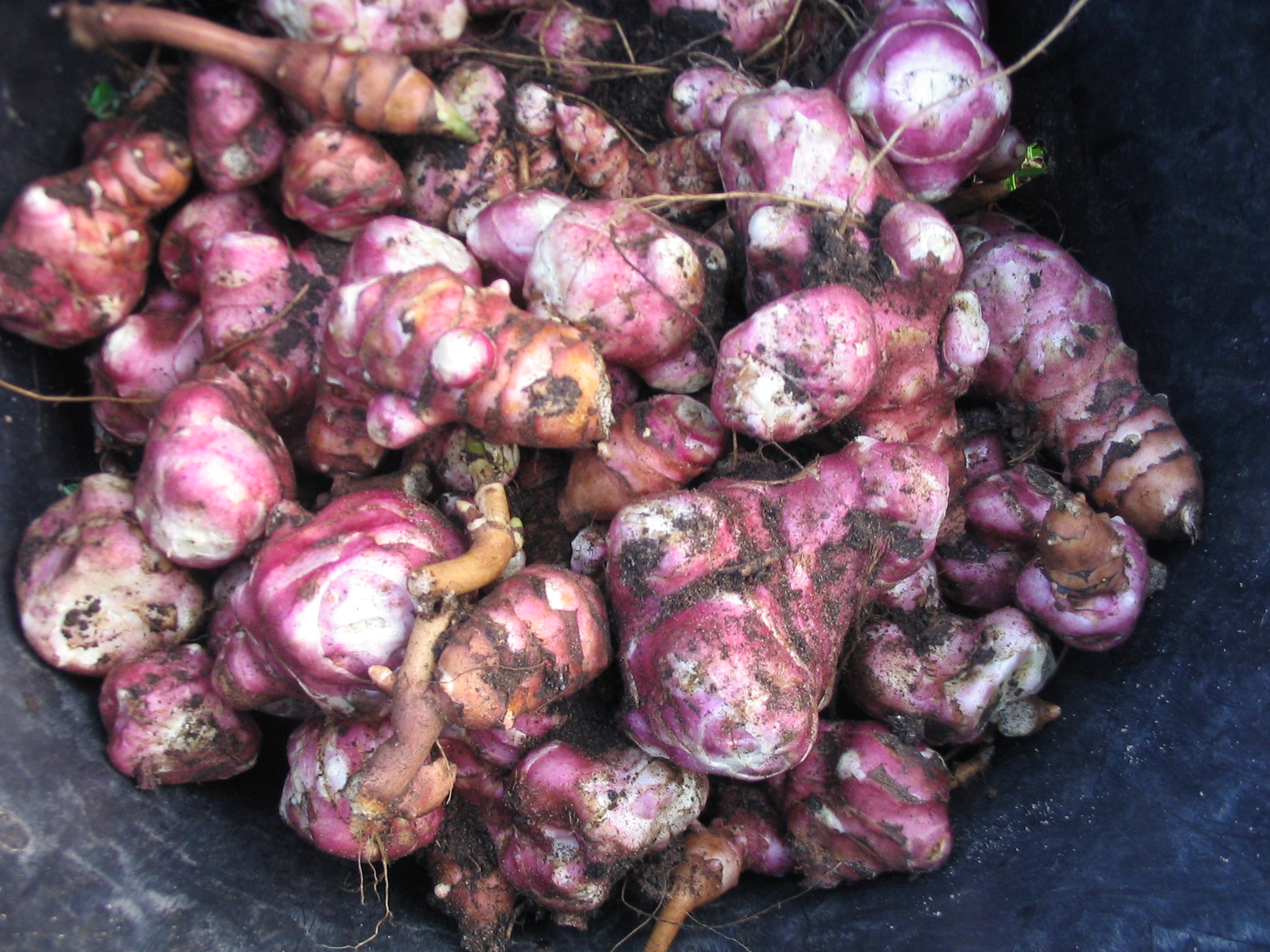
Tuberculi de topinambur

Topinamburul provine, ca și cartoful, din America Centrală, probabil Mexicul de azi, fiind în perioada precolumbiană o plantă de cultură amerindiană. Emigranți francezi, supraviețuitorii unei foamete, au trimis din Canada în Europa, în anul 1610, această  plantă care le salvase viața. Din greșeală sau din neînțelegere, francezii au numit planta „topinambour”, după numele unui trib amerindian din Brazilia. În secolul al XIX-lea, el a fost printre principalele plante de cultură folosite în alimentație și pentru furajarea animalelor. Azi planta este cultivată aproape pe toate continentele, principalele culturi fiind în America de Nord, Rusia, Australia și Asia, mai puțin în Europa. În prezent apare pe piață în Europa numai în magazine cu produse bio.

## Proprietăți și conținutul tuberculilor
Tuberculii de topinambur au un gust dulceag, deoarece conțin inuline, un grup de oligozaharide ce conțin fructoză. Ei pot fi folosiți în salate, sau fierți în apă sărată, sau fripți ca și cartofii pai, sau ca suc obținut din tuberculi. A început să fie utilizat tot mai mult ca hrană pentru bolnavii de diabet, deoarece conține un polizaharid care este suportat de bolnavii cu o glicemie crescută. Mai poate fi utilizat și la obținerea unor băuturi alcoolice.
| Conținutul a 100 g de topinambur: |        |          |          |        |         |        |
| kcal                              | kJoule | Apă      | Proteine | Lipide | Glucide | Balast |
| 31                                | 130    | 78,465 g | 2,44 g   | 0,41 g | 4 g     | 12,5 g |

| Conținutul a 100 g de topinambur: |                |             |          |       |         |        |          |        |        |       |          |
| Glucide                           | Acid linolenic | Acid linoic | Minerale | Sodiu | Potasiu | Calciu | Magneziu | Fosfor | Fier   | Zinc  | Cupru    |
| 0,33 BE                           | 44 mg          | 0,165 g     | 1,74 g   | 3 mg  | 478 mg  | 10 mg  | 20 mg    | 78 mg  | 3,7 mg | 60 µg | 0,150 mg |

| Conținutul în vitamine a 100 g de topinambur: |        |       |        |       |       |        |       |      |      |      |          |          |
| A                                             | B1     | B2    | B3     | B5    | B6    | B7     | B9    | B12  | C    | D    | E        | K        |
| 2 µg                                          | 200 µg | 60 µg | 1,3 mg | 60 µg | 90 µg | 1,7 µg | 31 µg | 0 mg | 4 mg | 0 mg | 1,3–2 mg | 0,023 mg |